# دهان‌کاغذی
دهان‌کاغذی (نام علمی: Pomoxis) نام یک سرده از خانواده خورشیدماهیان آب شیرین است.
سق این ماهیان در جاهایی نازک است و سر قلاب را نسبتاً راحت می‌توان از دهان آن‌ها جدا کرد و به همین خاطر به آن‌ها دهان‌کاغذی گفته‌اند.

## گونه‌ها
گونه‌های شناخته شده این سرده عبارت اند از:
- دهان‌کاغذی سفید
- دهان‌کاغذی سیاه